# Развитие клиента
Customer Development (сокращенно — custdev, или «кастдев») — методология создания продуктов или новых предприятий путем проверки идеи или прототипа будущего продукта на предмет важности с помощью потенциальных потребителей, описанная Стивом Бланком. 

## История термина
Автором подхода, который впервые ввел в употребление термин, является предприниматель из Кремниевой долины Калифорнии Стив Бланк. В 1990-х годах в книге «Четыре шага к озарению: Стратегии создания успешных стартапов» он озвучил основные постулаты CustDev:
- прежде чем разработать продукт, нужно выяснить, решает ли он проблему клиента;
- для этого сначала надо прислушаться к потребностям людей («в офисе нет фактов, поэтому выходи на улицу»).

В своей книге взамен уже ставшего привычным "исследования клиентов" он вводит "Customer Development", сравнивая его с разработкой продукта, и даже разработкой шахты с ценными ресурсами, поэтому более правильный перевод, отражающий смысл того, что хотел донести Стив звучит, как "разработка потребителя".
Следом за Бланком Customer Development сделал основой своей концепции «бережливый стартап» его ученик Эрик Рис. Концепция была описана в одноименном блоге, а позже в книге предпринимателя «Бизнес с нуля. Метод Lean Startup для быстрого тестирования идей и выбора бизнес-модели». Lean Startup содержал следующие инструменты:
- пошаговая (9 шагов) бизнес-модель, во время которой выдвигались гипотезы;
- собственно Customer Development (проверка предположений на реальных людях);
- agile-разработка — создание прототипа, чтобы проверить его спрос на рынке.

Антагонистом методике «кастдев» является Product Development, где на первое место выходит создание продукта. Простыми словами:
- Customer Development — сначала проблема (потребность), потом продукт;
- Product Development — сначала продукт, а потребность найдется.

Подход каждый основатель выбирает сам, но модель с клиентоориентированностью считается[кем?] более живучей. Согласно исследованию CB Insights, 42 % проектов потерпели крах из-за низкого product-market fit (не смогли перейти к масштабным продажам, так как не нашли своего покупателя). Избежать расходов можно было, протестировав потребности рынка заранее.

## Основные принципы
Customer Development является не просто глубинным интервью с клиентом, как иногда ошибочно считают, — это подход создания (проектирования и конструирования) продукта, ориентированный на покупателя, т.е. изучение потребностей потенциального потребителя перед созданием продукта до этапа масштабирования продаж. Цель — создать и адаптировать товар или услугу под нужды рынка и как итог — добиться их гарантированной востребованности у клиентов на этапе масштабирования продаж и таким образом сократить риск вложения инвестиций на создание и развитие продукта и компании. 
Важные принципы методологии:
1. В центре всего — потребности клиента. Нужно сформировать его портрет со всеми болями и требованиями, составляя для этого гипотезы.
2. Ни одна гипотеза не может являться истиной в последней инстанции. Даже если основатель считает, что идея гениальна, потребуется проверка: и идеальный продукт, с точки зрения создателя, может не иметь успеха на рынке.
3. Итеративность: сначала поиск клиента, затем — разработка продукта под покупателя и масштабирование компании; если клиент не найден — процесс повторяется.
4. Проверка гипотезы «вне офиса» — продукт должен оказаться ценным именно с позиции покупателя, а не разработчика.
5. Основа любого успешного бизнеса — понимание психологии человека, выявление паттернов поведения и нахождение инсайтов.

## Преимущества и недостатки подхода
Сильными сторонами Customer Development считаются:
- оценка перспектив до начала финансовых вливаний;
- основан на логике, а не на личных предпочтениях основателей: можно увидеть реальные боли клиента, а не те, которые представляет себе руководство стартапа;
- положительное влияние на будущих инвесторов благодаря заранее проведенному исследованию по целевой аудитории;

Есть у методологии и недостатки:
- фокус делается в основном только на коммерческие показатели, гуманитарные и социальные продукты требуют другие критерии валидации;
- эксперты индустрии могут противиться подходу «любая гипотеза — под сомнением»;
- утрата конфиденциальности — сложно сохранить разработку в тайне, если проводится исследование рынка;
- итеративное течение существенно замедляет развитие проекта и выпуск готового продукта;
- любое действие должно подвергнуться валидации — есть риск застрять в бесконечном цикле проверки гипотез.

## Порядок действий
Подход традиционно считается инструментом стартапов, но применим и для уже давно работающих компаний (например, при разработке нового для фирмы продукта). Важно применить методологию в самом начале создания продукта — на стадии проверки продуктовой гипотезы (до создания MVP).
Как правило, проверкой гипотез занимаются основатели компании или менеджеры продукта, так как требуется максимальное понимание целей проекта и личная в нем заинтересованность. Под их руководством собирается кросс-функциональная команда, которая начинает работу, состоящую из 4 этапов (по Стиву Бланку):
1. Поиск. Рассматриваются все гипотезы, в процессе «мозгового штурма» выбирают на первый взгляд подходящую бизнес-модель.
2. Валидация идеи. Интервью с потребителями, которое покажет жизнеспособность гипотезы (нужен клиентам продукт или нет). Для этого нужно определить целевую аудиторию и провести опросы у максимального количества составляющих ее людей.
3. Непосредственно разработка. Продукт создают только после того, как опросы покажут его жизнеспособность. Параллельно — изучение каналов продаж, с целью нахождения быстрого способа донести продукт до клиента.
4. Создание компании. Включает в себя старт продаж и организацию структуры, способной обеспечивать планируемые обороты продукта.

Самым важным этапом здесь будет поиск заинтересованного покупателя. Это наиболее сложный элемент работы стартапа. Стив Бланк утверждает: «Ни одна бизнес-модель не выдержала контакта с первым клиентом». Поэтому может потребоваться многократно менять гипотезы.
Важно отметить, что методика «Customer Development» итеративна и циклична. Она состоит из постоянно повторяющихся циклов Build —> Measure —> Learn (Создать —> Измерить —> Научиться):
- создание гипотезы;
- интервью;
- если гипотеза оправдала себя — разработка продукта;
- если нет — пивот (кардинальное изменение концепции) и возвращение к п. 2.

## Особенности проведения интервью
При проведении интервью нужно как можно точнее сформировать явные и скрытые потребности потенциального клиента и не получить ложной информации. Для этого команда стартапа следует нескольким правилам:
1. Использует как можно больше средств проведения опросов из разных источников (онлайн-форумы, мессенджеры, социальные сети, «Google Формы» и живое интервью или по телефону).
2. Особенно эффективно очное общение. Так можно оценить невербальные эмоции покупателя и добиться развернутых ответов.
3. Вопросы должны быть открытыми: на них нельзя ответить односложно (да/нет).
4. Респондент рассказывает не о продукте, а о проблеме. То есть его не надо просить оценить определенный товар, нужно узнать, как он обычно решает какую-то боль и удается ли это.
5. Важно: нельзя рекламировать товар компании или пытаться повлиять на результаты опроса, убеждая клиента в пользе продукта (питчинг).

После собранных ответов анализируют результаты и подводят итоги: оправдалась ли гипотеза и насколько соответствуют мнения клиентов ожидаемому.